# Colline de Puijo
Pour les articles homonymes, voir Puijo.
Puijo est une colline de 150 mètres de haut et un lieu très connu de la ville de Kuopio en Finlande.

## Tour de Puijo

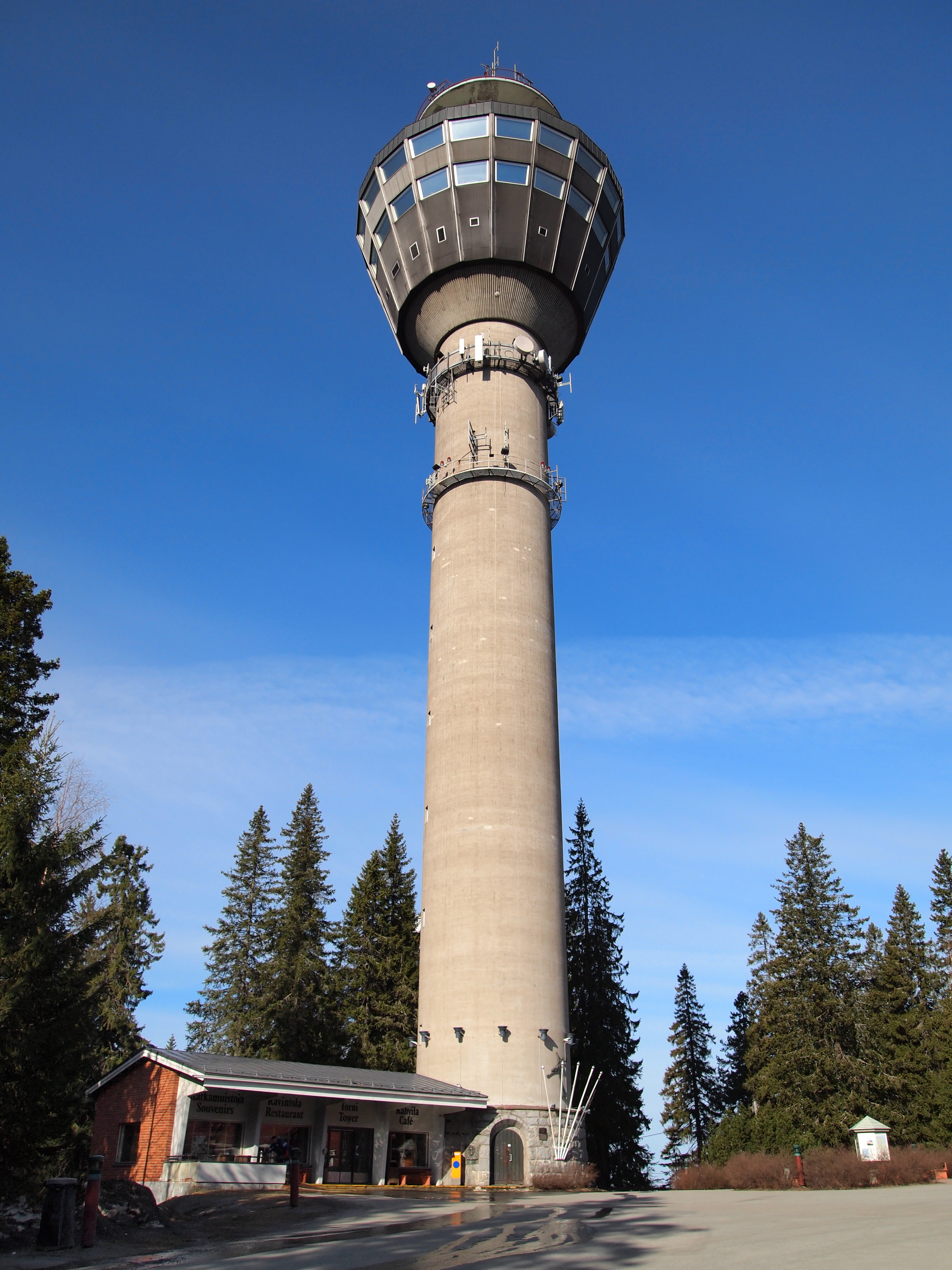
La tour de Puijo.

La tour de Puijo de 75 mètres de hauteur a été construite au sommet de la colline de Puijo. 
Au pied de la tour se trouve l'hôtel Puijon maja.

## Zone protégée
Une grande partie de Puijo est une zone protégée depuis 1928.
Elle a été la première zone naturelle protégée en Finlande instituée sur un terrain privé.
L'ancienne zone protégée couvrait 63 hectares. De nos jours il y a 208 hectares de forêt protégée sur Puijo qui participent au programme Natura 2000.
Les parties les plus significatives de la zone sont Satulanotko et Antikkalanrinne.

## Sports
Sur le site de Puijo se trouvent les tremplins de saut à ski de Puijo où se disputent des concours internationaux, tant en hiver qu'en été sur revêtement synthétique.